# Skyshaper
Skyshaper är ett musikalbum av Covenant som släpptes år 2006.

## Låtlista
| Nr  | Titel                     | Längd | Notering |
| --- | ------------------------- | ----- | -------- |
| 1.  | Ritual Noise              | 07:18 |          |
| 2.  | Pulse                     | 06:04 |          |
| 3.  | Happy Man                 | 02:46 |          |
| 4.  | Brave New World           | 05:24 |          |
| 5.  | The Men                   | 03:17 |          |
| 6.  | Sweet And Salty           | 06:10 |          |
| 7.  | Greater Than The Sun      | 05:09 |          |
| 8.  | 20 Hz                     | 05:09 |          |
| 9.  | Spindrift                 | 07:00 |          |
| 10. | The World Is Growing Loud | 04:57 |          |